# Château de La Châtelaine
Pour les articles homonymes, voir Châtelaine.
Le château de La Châtelaine est un château fort du XIe siècle dont les vestiges se dressent sur la commune de La Châtelaine, une commune française dans le département du Jura et la région Bourgogne-Franche-Comté.

## Situation
Il est érigé sur un plateau rocheux encadré par deux échancrures de la reculée des Planches, et domine la grande source de la Cuisance. Il surplombe de 200 mètres la commune des Planches-près-Arbois.

## Histoire
Le château est fondé par les comtes de Bourgogne. Il est cité pour la première fois en 1057. Mahaut d'Artois y fera plusieurs séjours au début du XIVe siècle. Menaçant ruine, il est restauré vers 1374.
En 1477, au décès de Charles le Téméraire, duc de Bourgogne, la Province dirigée par Jean IV de Chalon-Arlay ayant été l'alliée du duc, elle devient un ennemi pour Louis XI de France.
Les troupes royales pénètrent en Franche-Comté ; elles conquièrent et démantèlent le château en 1479, mais ne peuvent pas s'emparer d'Arbois situé à proximité.

### Anecdote
Selon une légende locale, les ruines du château garderaient un trésor fabuleux constitué de quilles en or.

## Description
Le site s'étend sur plus de 5 hectares et englobe le château médiéval ainsi qu'un bourg castral. Les ruines peuvent être datées d'une période allant du XIIIe siècle au XVe siècle.
Le Château
Il est inscrit dans une enceinte quadrangulaire de 120 × 160 mètres que dominent les vestiges d'un donjon à base carrée. Il était protégé naturellement par l'à pic de la falaise au nord-est.
Le mur ouest de cette enceinte est celle du corps de logis seigneurial. À l'étage, une vaste cheminée est incorporée à la maçonnerie.
Le bourg castral
Il fut probablement déserté au cours du XVIe siècle comme le laissent supposer des écrits des témoins de l'époque. Gilbert Cousin nous apprend que dès 1552 l'ancien village est réduit à l'état de hameau. Claude Regnault, dit Bourgeois, demande l'autorisation de reconstruire un four dans sa maison en remplacement du four banal du château. L'autorisation est accordée en 1554.
L’église paroissiale est en 1632 toujours celle du château. Les derniers sondages effectués en 2013 n'ont pas permis de confirmer son emplacement.
Une chapelle a été érigée avec les pierres provenant des murailles du château vers 1625 dans le village actuel de La Châtelaine et sera consacrée église paroissiale entre 1663 et 1698. Le cimetière était quant à lui toujours à son emplacement primitif en 1725.
On accédait au bourg par un chemin qui longeait la muraille du château et on y pénétrait à angle droit par une tour-porche carrée s'ouvrant en saillie dans une courtine longue de 160 mètres. Sa façade sud s'est effondrée en 2002. Les deux portes, fragilisées, subsistent grâce à un étayage conséquent.
Au nord, les vestiges d'une tour de guet surplombe la falaise. Les derniers sondages ont permis de retrouver la pierre de seuil, ainsi qu'un fragment de trompe d'appel.
À l'extrémité est de la courtine se trouvent les vestiges d'une tour ayant probablement eu une fonction de garde et de guet. Un fragment de trompe d'appel y a été trouvé. Ce bâtiment est constitué en sa partie basse, d'une vaste pièce voûtée dont la fonction reste inconnue.
Est également conservée à l’est du bourg castral une partie de la courtine.
Il subsiste plusieurs vestiges de murs arasés des habitations mais l'état actuel des ruines ne permet pas de dresser le plan de l'espace villageois. Le centre du bourg est occupé par un puits ou une citerne dont l'ouverture est encore bien visible.